# Alchemilla cimilensis
Alchemilla cimilensis är en rosväxtart som beskrevs av H. Kalheber. Alchemilla cimilensis ingår i släktet daggkåpor, och familjen rosväxter. Inga underarter finns listade i Catalogue of Life.